# Küsten
Küsten är en kommun och ort i Landkreis Lüchow-Dannenberg i förbundslandet Niedersachsen i Tyskland. Kommunen bildades 1 juli 1972 genom en sammanslagning av de tidigare kommunerna Belitz, Göttien, Gühlitz, Karmitz, Krummasel, Küsten, Lübeln, Meuchefitz, Naulitz, Reitze, Sallahn, Schwiepke, Tolstefanz och Tüschau i den nya kommunen Küsten.
Kommunen ingår i kommunalförbundet Samtgemeinde Lüchow (Wendland) tillsammans med ytterligare 11 kommuner.